# Giuseppe Gargani
Giuseppe Gargani (Morra De Sanctis, 23 aprile 1935) è un ex politico italiano.

## Biografia
Laureato in giurisprudenza, è stato iscritto alla Democrazia Cristiana dal 1956, membro del consiglio e della direzione nazionale della DC, segretario regionale della Campania, deputato alla Camera (dal 1972 al 1994), sottosegretario al ministero della Giustizia (dal 1979 al 1984). Faceva parte della corrente "Base" guidata da Ciriaco De Mita.
Nel 1994 dopo lo scioglimento della Democrazia Cristiana aderisce al Partito Popolare Italiano. Ricandidato alle elezioni politiche del 1994, non risulta eletto pur ottenendo il 25,5% nel collegio di Atripalda. Nel 1995 nello scontro tra Rocco Buttiglione e Gerardo Bianco si schiera col centro-sinistra di Bianco, sostenendo la candidatura di Romano Prodi e la coalizione de L'Ulivo. Durante i governi dell'Ulivo è nominato commissario dell'Autorità per le garanzie nelle comunicazioni (1998).
Successivamente ha lasciato il PPI e il centro-sinistra per aderire a Forza Italia, candidandosi alle elezioni europee del 1999 e venendo eletto europarlamentare; si iscrive quindi al gruppo parlamentare del Partito Popolare Europeo.
Alle elezioni politiche del 2001 si è candidato alla Camera nel collegio di Avellino: sostenuto dalla Casa delle Libertà e dalla Lista Bonino, ottenne il 40,2% dei voti ma venne sconfitto dal candidato de L'Ulivo Antonio Maccanico.
È stato rieletto deputato del Parlamento europeo nel 2004, sempre per la lista di Forza Italia, nella circoscrizione sud, ricevendo 80 000 preferenze. Nel 2009 ha votato contro la norma per la trasparenza nel parlamento europeo "anti-assenteisti", che impone di pubblicare sul web le presenze degli europarlamentari.
Nel marzo 2010 ha lasciato Il Popolo della Libertà dando vita al movimento politico "EuropaSud" che ha partecipato alle elezioni regionali del 2010 in Campania inserendo propri candidati nella lista Caldoro Presidente. Nel maggio 2010 ha aderito all'Unione di Centro.
Per effetto di una decisione della Corte di cassazione, nel luglio del 2011 subentra a Giovanni Collino in qualità di europarlamentare.